# Muhammad bin Fahd Al Sa'ud
Muḥammad bin Fahd Āl Saʿūd (in arabo الأمير محمد بن فهد بن عبدالعزيز ال سعود‎?; Riad, 4 gennaio 1950 – Riad, 28 gennaio 2025) è stato un principe, politico e imprenditore saudita, membro della famiglia reale Āl Saʿūd.

## Primi anni di vita e formazione
Muhammad bin Fahd è nato a Riad nel gennaio del 1950 ed è figlio di re Fahd. Sua madre è Jawza bint Abd Allah bin Abdul Rahman Al Abdul Rahman.
Egli è stato inizialmente istruito dagli zii Nayef e Ahmad, poi ha frequentato la scuola elitaria Al Asimah della capitale. Ha conseguito una laurea in economia e scienze politiche presso l'Università della California a Santa Barbara.

## Carriera
Il principe ha iniziato la sua carriera come governatore facente funzione della Provincia Orientale. Poi, nei primi mesi del 1984, è diventato assistente ministro dell'interno. In questo periodo ha avviato anche alcune attività commerciali.
Nel 1985, è stato nominato governatore della Provincia Orientale e ha delegato i suoi doveri nell'imprenditoria al fratello minore Sa'ud. La provincia era stata governata dai membri della famiglia Jiluwi, che sono parenti con gli Al Sa'ud, sin dall'istituzione del regno. Pertanto, al fine di evitare eventuali controversie intrafamiliari, re Fahd inizialmente lo ha nominato governatore facente funzione quando il titolare dell'incarico Abdul Muhsin bin Abd Allah Al Jiluwi era in fase di trattamento medico. Poi, il principe Muhammad lo ha sostituito.
Nel bel mezzo della primavera araba del 2011, ha organizzato diversi incontri con gli anziani locali e i leader delle comunità del Qatif per incoraggiarli a evitare che i loro giovani protestassero. Il Premio Principe Muhammad per il successo scolastico e l'Università Principe Mohammad bin Fahd di Al Khobar sono a lui intitolati. Presso l'Università di Dammam, vi è anche il Centro per la Ricerca e gli Studi di consultazione Principe Muhammad bin Fahd bin Abd al-Aziz.
Come da sua richiesta, il principe è stato sollevato dal suo incarico di governatore della Provincia Orientale il 14 gennaio 2013 in favore del principe Sa'ud bin Nayef. La ragione per tale rimozione era il suo successo limitato nel porre fine ai disordini nella provincia.

## Altri ruoli
Muhammad bin Fahd è stato uno dei consiglieri della Corte del Principe della Corona. In altre parole, è stato uno dei consiglieri del defunto principe ereditario Nayef. Gli altri due erano Mishaal bin Abd Allah e Faysal bin Khalid. Inoltre, è membro del Consiglio di Fedeltà.

## Attività imprenditoriale
Il principe è partner commerciale della Al-Bilad Trading Company, una conglomerata che si occupa di costruzioni e importazioni. Un'altra delle sue aziende gestisce il sistema di aggiornamento telefonico in Arabia Saudita realizzato da Bell Canada/Phillips dei Paesi Bassi.

## Influenza
All'inizio del nuovo millennio, Muhammed bin Fahd non era stata considerato un valido candidato per il trono per il fatto di essere imprenditore più che politico e per il suo stile di vita playboy. Tuttavia, in seguito, insieme ai principi Bandar bin Sultan e Muhammad bin Nayef, è stato indicato come candidato al trono qualora la linea di successione passasse ai nipoti del primo sovrano. Egli è stato nuovamente citato come un possibile concorrente dopo la morte del principe Nayef, il 16 giugno 2012.

## Vita privata
Il principe Muhammad è sposato con la cugina Jawahir bint Nayef. Hanno tre figli e tre figlie: Turki, Khalid, Abd al-Aziz, Nouf, Nora e Mashael.
Suo figlio maggiore, Turki bin Muhammad, è presidente della TAALEM Educational Services Company e vice presidente dell'università intitolata al padre. Egli è anche presidente del Comitato del Collegio per non vedenti Principe Sultan bin Abd al-Aziz.